# Humberto Cruz
Humberto Cruz (8 de dezembro de 1939) é um ex-futebolista chileno. Ele competiu na Copa do Mundo FIFA de 1962, sediada no Chile.

## Títulos
- Campeonato Chileno de Futebol: 1963 e 1970